# Liste der Bischöfe von Birmingham
Die Liste der Bischöfe von Birmingham stellt die bischöflichen Titelträger der Church of England, der Diözese von Birmingham, in der Province of Canterbury dar. Der Titel wurde nach der Stadt Birmingham benannt.
Der Weihbischof von Aston unterstützt in der ganzen Diözese.
| Liste der Bischöfe von Birmingham | Liste der Bischöfe von Birmingham | Liste der Bischöfe von Birmingham | Liste der Bischöfe von Birmingham                                                     |
| Von                               | Bis                               | Name                              | Anmerkungen                                                                           |
| --------------------------------- | --------------------------------- | --------------------------------- | ------------------------------------------------------------------------------------- |
| 1905                              | 1911                              | Charles Gore                      | vorher Bischof von Worcester und danach Bischof von Oxford                            |
| 1911                              | 1924                              | Henry Wakefield                   | vorher Dean von Norwich                                                               |
| 1924                              | 1953                              | Ernest William Barnes             |                                                                                       |
| 1953                              | 1969                              | Leonard Wilson                    | vorher Bischof von Singapur                                                           |
| 1969                              | 1977                              | Laurence Brown                    | vorher Bischof von Warrington                                                         |
| 1977                              | 1987                              | Hugh Montefiore                   | vorher Bischof von Kingston-upon-Thames                                               |
| 1987                              | 2002                              | Mark Santer                       | vorher Bischof von Kensington                                                         |
| 2002                              | 2005                              | John Sentamu                      | vorher Erzbischof von York                                                            |
| 2005                              | 2006                              | Michael Whinney                   | Acting Bishop während Sedisvakanz; vorher Bischof von Aston und Bischof von Southwell |
| 2006                              | 2022                              | David Urquhart                    | vorher Bischof von Birkenhead                                                         |
| 2022                              | 2023                              | Anne Hollinghurst                 | Acting Bishop während der Sedisvakanz; Bischöfin von Aston                            |
| 2023                              |                                   | Michael Volland                   |                                                                                       |